# Liberty Tower (Manhattan)
Der Liberty Tower, früher Sinclair Oil Building genannt, ist ein historisches denkmalgeschütztes Hochhaus im  Stadtbezirk Manhattan in New York City, Vereinigte Staaten. Das heutige Wohngebäude war von 1919 bis 1945 das Hauptquartier der Sinclair Oil Corporation.

## Beschreibung

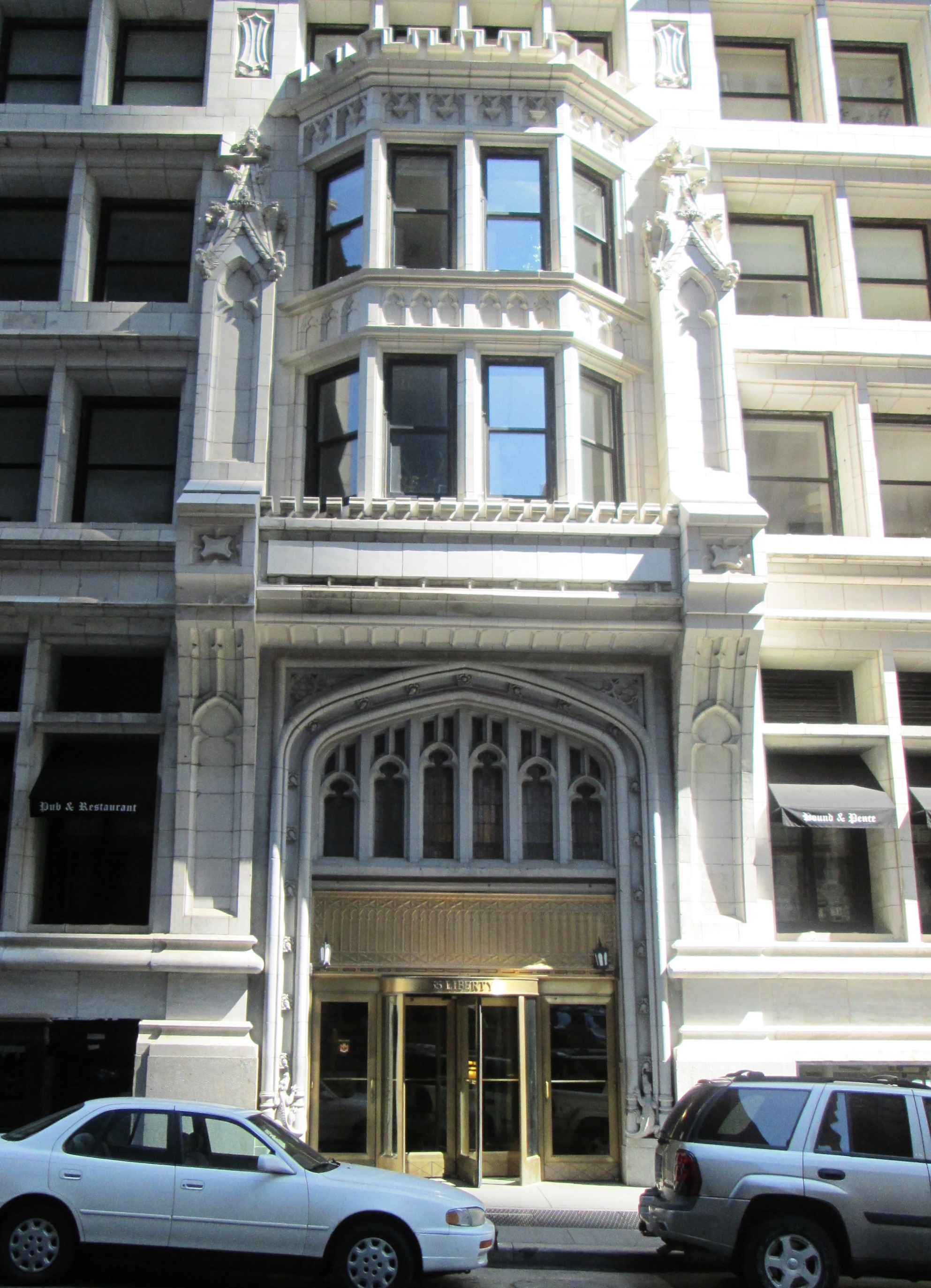
Der Haupteingang in der Liberty Street im Jahr 2013

Das Hochhaus befindet sich in Lower Manhattan (Downtown) im Financial District an der Liberty Street zwischen Nassau Street und Liberty Place nur wenige vom Broadway und dem Zuccotti Park entfernt. Direkt benachbarte Wolkenkratzer sind der 210 Meter hohe 140 Broadway (früher Marine Midland Building) und der 248 m hohe 28 Liberty Street, die beide ebenfalls unter Denkmalschutz stehen.
Der Liberty Tower wurde als Bürogebäude für die Liberty-Nassau Building Company von dem Architekten Henry Ives Cobb entworfen und von 1909 bis 1910 im neugotischen Stil erbaut. Bis 1919 trug das Gebäude den Namen Bryant Building. Das Hochhaus hat eine Höhe von 117,4 Meter (385 Fuß) und besitzt 33 Stockwerke. Das Design orientiert sich sowohl an der englischen Gotik als auch an der französischen École des Beaux-Arts. Keine der vier Seiten des Hochhauses sind parallel zueinander ausgerichtet. Die Seiten weisen eine Länge von 25 m zur Nassau Street, 18 m zur Liberty Street, 26 m zum Liberty Place und 20 m an der Nordseite auf. Der Turm ist mit zahlreichen Wasserspeiern, Vögeln, Alligatoren und Blumen aus Terrakotta geschmückt. Mit seinen rund 117 Metern Höhe gehörte es zwar zu dieser Zeit zu den höheren Gebäuden der Stadt, wurde aber auch bereits von vielen weiteren Hochhäusern in unmittelbarer Umgebung überragt. Nach der finanziellen Krise der Liberty-Nassau Building Company wurde der Liberty Tower 1919 für 2,5 Millionen US-Dollar an die Sinclair Oil Company veräußert.
Architekt Joseph Pell Lombardi erwarb 1978 das Gebäude für eine Million US-Dollar und verkaufte die einzelnen Einheiten an eine Wohnungsgenossenschaft. Er ließ das Hochhaus bis 1981 komplett renovieren und in einem Apartment-Gebäude mit 87 Wohnungen umwandeln. Der Liberty Tower wurde am 24. August 1982 von der Landmarks Preservation Commission der Stadt New York als Denkmal zum National Historic Landmark erklärt und am 15. September 1983 in das National Register of Historic Places aufgenommen. Das Gebäude ist des Weiteren Teil des 2007 ausgewiesenen historischen Bezirks Wall Street Historic Districts.
Durch den Einsturz der Türme des früheren World Trade Centers am 11. September 2001 wurde der Liberty Tower durch schwere Erschütterungen so stark beschädigt, dass eine von 2007 bis 2009 erfolgte Restaurierung mit Kosten von etwa 5 Millionen US-Dollar förderlich war, die auch die gesamte Fassade einschloss. Dabei wurden 202 Skulpturen und 3200 Terrakotta-Blöcke ersetzt oder restauriert. Eigentümer ist seit 1978 die Wohnungsgenossenschaft „55 Liberty Owners Corporation“. 